# Monotonicidade da implicação
A monotonicidade da implicação é uma propriedade de muitos sistemas lógicos que afirma que as hipóteses de qualquer fato derivado pode se espalhar livremente com pressupostos adicionais. Em cálculo de sequentes esta propriedade pode ser capturada por uma regra de inferência chamada enfraquecimento, às vezes desbaste, e em tais sistemas pode se dizer que a implicação é monotônica se e somente se a regra for admissível. Sistemas lógicos com essa propriedade são ocasionalmente chamados de lógicas monotônicas de modo a diferenciá-los de lógicas não-monotônicas.

## Regra de enfraquecimento
A nível de ilustração, partindo da sequente de dedução natural:
o enfraquecimento permite que se conclua:

## Lógicas não-monotônicas
Na maior parte das lógicas, o enfraquecimento é uma regra de inferência ou um metateorema caso a lógica não possua uma regra explícita. Algumas exceções notáveis são:
- A lógica estrita ou lógica de relevância, onde cada hipótese deve ser necessária para a conclusão.
- Lógica lineal que não permite a contração arbitrária em adição ao enfraquecimento arbitrário.
- As implicações agrupadas onde o enfraquecimento está restrita à composição aditiva.
- Vários tipos de raciocínio padrão.
- O raciocínio abdutivo, o processo de derivar as explicações o mais provável para os fatos conhecidos.
- Raciocinando sobre o conhecimento, sempre que as declarações especificadas que algo não é conhecido necesitaram de ser recolhidas quando essa coisa é aprendida.